# Northfleet (nave)
La Northfleet era una fregata blackwall britannica affondata in tragiche circostanze nel canale della Manica nel 1873.

## Storia
Fu costruita nei cantieri di Northfleet, nel Kent, nel 1853 per l'armatore Duncan Dumbar. Fu attiva sulle rotte commerciali tra l'Inghilterra e l'Australia, l'India e la Cina. Nel 1872 la nave fu acquistata dall'armatore che la destinò al trasporto in Tasmania di operai e materiale rotabile per la costruzione di una ferrovia. La Northfleet salpò da Gravesend per Hobart il 13 gennaio 1873 con a bordo 379 persone compreso l'equipaggio. A causa del maltempo la nave dovette gettare l'ancora in più punti durante la traversata della Manica. La notte del 22 gennaio la Northfleet si trovava ancora a circa 5 km al largo di Dungeness. Verso le 22:30 la nave fu investita da un piroscafo che, dopo aver fatto indietro tutta, si dileguò nell'oscurità. A causa del carico pesante, la Northfleet iniziò rapidamente ad affondare. Mentre a bordo si scatenava il panico, dalle navi circostanti non si percepì immediatamente che cosa stesse avvenendo e per questa ragione i soccorsi non vennero mandati immediatamente. Nel caos solo due scialuppe, una delle quali per altro danneggiata, poterono essere calate dalla Northfleet e alla fine vennero salvati solamente 86 naufraghi, dei quali solo due donne ed un bambino. Nel disastro morirono complessivamente 293 persone. Il capitano Knowles morì anch'egli nel naufragio.
Il piroscafo colpevole si rivelò essere il piroscafo spagnolo Murillo, che fu fermato al largo di Dover il 22 settembre 1873, otto mesi dopo la collisione. Una Corte dell'Ammiragliato la condannò ad essere venduta e censurò severamente i suoi ufficiali.